# 金寶鎮市
金寶鎮市（英語：City of Campbelltown）為澳大利亞雪梨大都會內西南部的一個地方政府，與雪梨中央商業區距離55公里；和臥龍迪利郡、康頓議會同屬州內歷史悠久的麥克阿瑟地區。

## 沿革

### 議會
金寶鎮市議會有議席15座，市長非直選。

## 外部連結
- 金寶鎮市政府官方網站 （页面存档备份，存于）
- 2001年人口調查 （页面存档备份，存于）
- Campbelltown on Wikivoyage

34°04′S 150°49′E / 34.067°S 150.817°E